# Aage Frandsen
Aage Frandsen (født 12. december 1941) er en dansk politiker som repræsenterede Socialistisk Folkeparti i Folketinget i flere perioder, senest fra 1994 til 2005. Tilknyttet politisk arbejde i Aarhus det meste af tiden fra 1967-1994. I dag sidder han i Dansk Ungdoms Fællesråds Valgretskommission, samt bestyrelsesformand ved Frijsenborg Efterskole.

## Perioder som medlem af Folketinget
Aage Frandsen var medlem af Folketinget for Socialistisk Folkeparti i følgende perioder:
Midlertidigt medlem for Århus Amtskreds
- 6. oktober – 31. oktober 1977
- 28. februar – 12. marts 1979
- 3. november – 30. november 1992
- 2. februar – 29. marts, 1. april – 28. april og 15. juni – 26. juni 1993
- 14. april – 2. maj 1994

Medlem for Århus Amtskreds
- 21. september 1971 – 9. januar 1975
- 8. september 1987 – 12. december 1990
- 21. september 1994 – 8. februar 2005

## Biografiske oplysninger
Aage Frandsen blev født 12. december 1941 i Hvirring som søn af gårdejer Alfred Frandsen og gårdejer Klara Frandsen.
Folkeskole 1949-56. Efterskole Bjerre Herreds Ungdomsskole 1956-57. Præliminæreksamen 1961 og studentereksamen 1963 fra Rønde Kursus. Cand.mag. fra Aarhus Universitet (samfundsfag/historie) 1971.
Arbejde ved landbruget 1956-59. Gymnasielærer ved Aarhus Katedralskole 1971. Undervisningsassistent ved Aarhus Universitet 1973-75. Adjunkt 1975-79 og studielektor siden 1979 ved Århus Akademi.
Formand for elevforeningen på Rønde Kursus 1962-63. Medlem af Studenterrådet på Aarhus Universitet 1967-70. Medlem af bestyrelsen for SF Århus 1969-72 og 1975-77, formand 1971-72 og 1975-77. Medlem af bestyrelsen for Frijsenborg Ungdomsskole fra 1991, næstformand 1994-1999 og formand fra 1999.
Formand for bestyrelsen for Socialistisk Dagblad 1974-79. Medlem af SF's hovedbestyrelse og forretningsudvalg 1972-2006. Næstformand for SF 1982-88. Formand for SF's programudvalg 1978-80 og 1988-91. Næstformand for folketingsgruppen 1996-2001. Formand for folketingsgruppen fra 2001.
Medlem af Folketingets præsidium 2004-05.
Han var SF's folketingskandidat i Aarhus Øst 1971, i Aarhus Vest 1973-77, i Randerskredsen 1987-90 og i Aarhus Øst 1991-2005.